# Newland, Gloucestershire
Newland är en civil parish i Storbritannien.   Den ligger i grevskapet Gloucestershire och riksdelen England, i den södra delen av landet, 170 km väster om huvudstaden London.